# Aoxomoxoa
Aoxomoxoa  — третий студийный альбом группы Grateful Dead, выпущенный в 1969 году. Изначально назывался Earthquake Country (Страна Землетрясений). Многие фанаты группы рассматривают данный период творчества Grateful Dead как «экспериментальный пик» в истории группы. В этом альбоме Том Константен впервые представлен как официальный участник.
В обзоре альбома журналом Rolling Stone замечено, что «никакая другая музыка не поддерживает образ жизни так деликатно, любяще и жизненно» («no other music sustains a lifestyle so delicate and loving and lifelike»). Альбом был сертифицирован RIAA как золотой в мае 1997 года.
В качестве названия альбома выступает палиндром, созданный художником Риком Гриффином и автором песен Робертом Хантером. Согласно автобиографии Рока Скалли (Rock Scully, Living with the Dead), название произносится как «ox-oh-mox-oh-ah» (оксомоксоа). Слова «Grateful Dead» на лицевой стороне обложки, написанные большими заглавными буквами, являются амбиграммой, которую можно прочитать как «мы ели кислоту»: «we ate the acid».
В 1991 году Rolling Stone поместил Aoxomoxoa на восьмое место в рейтинге лучших обложек альбомов всех  времён. На обратной стороне обложки можно увидеть пятилетнюю Кортни Лав.

## Об альбоме
Группа начала записывать альбом, когда компания Ampex изготовила и выпустила первую машину для многодорожечной записи, позволяющую записать и воспроизвести сразу 16 дорожек (модель MM-1000). Это удвоило количество дорожек, которые группа использовала в предыдущем году, во время записи альбома Anthem Of The Sun. Как следствие, группа провела восемь месяцев в студии, не только записывая альбом, но и привыкая к новой технологии (и, конечно, экспериментируя с нею). Как выразился Гарсия: «Это было наше первое приключение с 16-дорожечной записью, и мы слишком перестарались. Много музыки было просто потеряно во время сведения, много из того, что действительно было» («it was our first adventure with sixteen-track and we tended to put too much on everything… A lot of the music was just lost in the mix, a lot of what was really there»). В связи с этим, Гарсия и Леш вернулись в студию в 1971 году, чтобы доработать альбом. Результат, с тем же номером в каталоге, WS1790, но со значительно «подчищенным» от экспериментов группы оригинальным материалом, можно узнать по пояснению на задней части альбома — «Remixed September, 1971».
В истории Grateful Dead с Aoxomoxoa связаны несколько событий, которые произошли впервые. Это первый альбом, который группа записала рядом с родным Сан-Франциско (в студии Pacific Recording Studio близ Сан-Матео, и в схожей по названию студии Pacific High Recording Studio в Сан-Франциско). Впервые пианист Том Константен участвовал в записи как постоянный член группы. В первый раз автор текстов Роберт Хантер участвовал в работе группы на протяжении всей записи. Это положило начало долговременному партнёрству Хантера и Гарсии, которое продолжалось до конца существования группы. До этого альбома группа не использовала эмфазис в акустических композициях, таких как «Mountains of the Moon» и «Dupree’s Diamond Blues». Леш впервые играл на акустическом басу, прокомментировав это впоследствии в своих мемуарах: «Забавно было пытаться играть в тон без ладов, которые помогли бы моим пальцам сориентироваться, прямо как на скрипке» («the fun part of that was trying to play in tune with no frets to guide my fingers, just like a violin»).
Протяжённость сессий звукозаписи могла бы увеличить долги группы перед Warner Bros. Общая стоимость записи составила 180,000 долларов, что делает Aoxomoxoa самым амбициозным и дорогостоящим проектом группы на тот момент.

## Список композиций
Слова и музыка всех песен — Джерри Гарсия и Роберт Хантер, кроме отмеченных особо.
| №  | Название                                              | Длительность |
| -- | ----------------------------------------------------- | ------------ |
| 1. | «St. Stephen» (Джерри Гарсия, Фил Леш, Роберт Хантер) | 4:26         |
| 2. | «Dupree's Diamond Blues»                              | 3:32         |
| 3. | «Rosemary»                                            | 1:58         |
| 4. | «Doin' That Rag»                                      | 4:41         |
| 5. | «Mountains of the Moon»                               | 4:02         |
| 6. | «China Cat Sunflower»                                 | 3:40         |
| 7. | «What's Become of the Baby»                           | 8:12         |
| 8. | «Cosmic Charlie»                                      | 5:29         |

| №   | Название                                                               | Длительность |
| --- | ---------------------------------------------------------------------- | ------------ |
| 9.  | «Clementine Jam» (Гарсия, Харт, Кройцман, Леш, МакКернан, Вейр)        | 10:46        |
| 10. | «Nobody's Spoonful Jam» (Гарсия, Харт, Кройцман, Леш, МакКернан, Вейр) | 10:04        |
| 11. | «The Eleven Jam» (Гарсия, Харт, Кройцман, Леш, МакКернан, Вейр)        | 15:00        |
| 12. | «Cosmic Charlie» (Live)                                                | 6:47         |

## Участники записи
Grateful Dead
- Том Константен – клавишные, ударные, аранжировка
- Джерри Гарсия – гитара, вокал
- Микки Харт – барабаны, ударные
- Билл Кройцман – барабаны, ударные
- Фил Леш – бас-гитара, вокал
- Рон МакКернан – клавишные, ударные
- Боб Вейр – гитара, вокал

Приглашённые музыканты
- Джон Доусон
- Дебби (Debbie)
- Питер Грант
- Маус (Mouse)
- Дэвид Нельсон
- Вэнди (Wendy)

Технический персонал
- Бетти Кантор – engineer
- Дэн Хили – consulting engineer
- Боб Мэтьюс – executive engineer
- Осли Стэнли – consulting engineer (credited as "Owsley")
- Рон Викершем – consulting engineer